# A bűn lélektana
A bűn lélektana (The Element of Crime, dánul Forbrydelsens element) a dán filmrendező Lars von Trier 1984-ben bemutatott első nagyjátékfilmje.

## Történet
|  | Alább a cselekmény részletei következnek! |

A film nyitó jeleneteiben hipnotizálják Leopold Fishert. Egy kövér férfi nyakában egy majommal adja az utasításokat. Az egykori zsaru, hazatér észak-európai otthonába, miután tizenhárom évig Kairóban élt. Idős példaképe Osborne, aki a Bűn lélektana című tanulmány szerzője arra kéri, hogy oldjon meg egy rejtélyes sorozatgyilkosságot, melynek áldozatai kizárólag lottóárus kislányok. A gyilkos a lányokat először megfojtja, majd brutális kegyetlenséggel megcsonkítja a testüket. A tanulmány elméletét követve Fisher a gyilkos szerepébe helyezi magát, átveszi a szokásait, életmódját, hogy magáévá tegye a gondolatjárását. Egy bizonyos Harry Grey nevű gyanúsított nyomába ered, akinek a nevére egy hároméves rendőrségi aktában talál. A tudatmódosításoktól sem mentes, megszállott hajszában Kim, Harry Grey korábbi barátnője lesz a társa, akihez szexuális kapcsolat fűzi. Már Osborne is hiába állítja, hogy Grey meghalt egy autóbalesetben, Fishert nem lehet leállítani. Egyre inkább megpróbál Greyre hasonlítani, és ahogy fokozódik a hajsza, elviselhetetlen fejfájásai kezdik az őrületbe kergetni, amihez egy szexuális libidót serkentő gyógyszer is hozzájárul. Szállodáról szállodára követi férfi útját. Ezek a szállások rettentő mocskosak és lepusztultak. Egy kislányt kiválaszt a rendőrség csalinak. Fisher egyedül marad vele egy gyárépületben, hogy együtt várják meg Greyt. A zsebéből kiesik az a kis figura, amit korábban Grey mindig a gyilkosságok helyszínén hagyott. A kislány menekülni próbál, de Fisher elkapja és őt is megfojtja.

## Szereplők
- Michael Elphick (Fisher)
- Esmond Knight (Osborne)
- Me Me Lai (Kim)
- Lars von Trier (Schmuck)
- Herskó János (Kórboncnok)

## Díjak, jelölések
- Bodil-díj (1985)
  - díj: legjobb film – Lars von Trier
- Cannes-i fesztivál (1984)
  - díj: Technikai nagydíj – Lars von Trier
  - jelölés: Arany Pálma – Lars von Trier
- Robert Festival (1985)
  - díj: legjobb film – Lars von Trier
  - díj: legjobb vágás – Tómas Gislason
  - díj: legjobb operatőr – Tom Elling
  - díj: legjobb hang – Morten Degnbol
  - díj: legjobb kosztüm – Manon Rasmussen
  - díj: legjobb díszlet – Peter Høimark
  - díj: legjobb speciális effektek – Peter Høimark
- Mannheim-Heidelberg Nemzetközi Filmfesztivál (1984)
  - díj: Josef von Sternberg-díj – Lars von Trier